# 長岡京市立神足小学校
長岡京市立神足小学校（ながおかきょうしりつ こうたりしょうがっこう）は、京都府長岡京市神足にある市立小学校。

## 概要

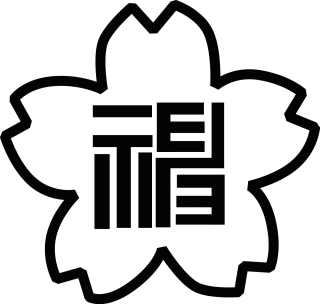
校章

長岡京市中心部に位置し、市内では長岡京市立長法寺小学校と並んで明治時代からの歴史を有する小学校である。

## 沿革
- 1873年（明治6年）9月 - 神足校創設
- 1941年（昭和16年） - 国民学校令により、神足国民学校へ改称
- 1947年（昭和22年） - 学制改革により、乙訓郡神足小学校へ改称
- 1949年（昭和24年）10月 - 3か村合併に伴い長岡町立神足小学校へ改称
- 1960年（昭和35年） - プール新設
- 1962年（昭和37年） - 給食室新設
- 1964年（昭和39年） - 校舎を増築
- 1965年（昭和40年）4月 - 障害児学級開設
- 1971年（昭和46年） - 校舎を増築
- 1972年（昭和47年）10月 - 市制施行により長岡京市立神足小学校へ改称
- 1973年（昭和48年） - 校舎を増築
- 1968年（昭和43年）4月 - 長岡第四小学校、分離独立
- 1973年（昭和48年）4月 - 長岡第六小学校、分離独立
- 1977年（昭和52年） - 校舎増築
- 1979年（昭和54年）4月 - 長岡第九小学校、分離独立
- 1980年（昭和55年）4月 - 米飯給食実施
- 1981年（昭和56年） - 体育館改築
- 1998年（平成10年）10月 - コンピューター教室設置
- 1999年（平成11年）
  - 4月 - 図書館司書配置
  - 9月 - トイレのリニューアル工事完了
- 2001年（平成13年）4月 - 学校給食を一部民間委託
- 2006年（平成18年）10月 - コンピューター機器を更新
- 2008年（平成20年）9月 - 普通教室に空調設備導入
- 2016年南校舎改築
- 2016年（平成28年）神足小学校・開田保育所複合化施設竣工式（４月）
- 2017年（平成29年）京都府交通安全協会より交通安全優良校として表彰
- 2018年（平成30年）人権教育総合推進地域事業
- 2018年（平成30年）創立145周年記念集会

## 校歌
一、  

煙霞たなびく天王山  

老松深き菅公廟  

神の名を負う学舎は  

平和の郷に聳えたり  

二、  

至誠の船を浮かべつつ  

いでや進取の櫓を操りて  

敬愛の楫一筋に  

学びの海に漕ぎ出でん  

三、  

歴史に匂う山城の  

秀ずる山河友として  

日毎に道を励みつつ  

よき国民となりゆかん 

## 目指す児童像
1. 真面目な子（至誠）
2. 自ら学ぶ子（進取）
3. 思い遣る子（敬愛）

## 主な進学先
- 長岡京市立長岡中学校

## 著名な出身者

### スポーツ
- 宇佐美貴史[1]

## 交通
- JR東海道本線 長岡京駅下車
- 阪急京都線 長岡天神駅下車

## 通学区域が隣接している学校
- 長岡京市立長岡第七小学校
- 長岡京市立長岡第六小学校
- 長岡京市立長岡第四小学校
- 長岡京市立長岡第八小学校
- 長岡京市立長岡第九小学校
- 向日市立第5向陽小学校